# Ледеуць
Ледеуць, Ледеуці (рум. Lădăuți) — село у повіті Ковасна в Румунії. Входить до складу комуни Баркань.
Село розташоване на відстані 142 км на північ від Бухареста, 26 км на південний схід від Сфинту-Георге, 35 км на схід від Брашова.

## Населення
За даними перепису населення 2002 року у селі проживали 705 осіб, усі — румуни. Усі жителі села рідною мовою назвали румунську.